# Gran Premio di Monaco 1956
Il Gran Premio di Monaco 1956 fu la seconda gara della stagione 1956 del Campionato mondiale di Formula 1, disputata il 13 maggio sul Circuito di Monte Carlo.
La manifestazione fu vinta da Stirling Moss su Maserati, seguito da Peter Collins e Juan Manuel Fangio, che condivisero una Lancia D 50

## Qualifiche
| Pos                     | N° | Pilota                  | Auto          | Squadra                   | Tempo  | Distacco |
| ----------------------- | -- | ----------------------- | ------------- | ------------------------- | ------ | -------- |
| 1                       | 20 | Juan Manuel Fangio      | Ferrari D50   | Scuderia Ferrari          | 1:44.0 | -        |
| 2                       | 28 | Stirling Moss           | Maserati 250F | Officine Alfieri Maserati | 1:44.6 | +0.6     |
| 3                       | 22 | Eugenio Castellotti     | Ferrari D50   | Scuderia Ferrari          | 1:44.9 | +0.9     |
| 4                       | 30 | Jean Behra              | Maserati 250F | Officine Alfieri Maserati | 1:45.3 | +1.3     |
| 5                       | 16 | Harry Schell            | Vanwall       | Vandervell Products Ltd   | 1:45.6 | +1.6     |
| 6                       | 14 | Maurice Trintignant     | Vanwall       | Vandervell Products Ltd   | 1:45.6 | +1.6     |
| 7                       | 32 | Cesare Perdisa          | Maserati 250F | Officine Alfieri Maserati | 1:46.0 | +2.0     |
| 8                       | 24 | Luigi Musso             | Ferrari D50   | Scuderia Ferrari          | 1:46.8 | +2.8     |
| 9                       | 26 | Peter Collins           | Ferrari D50   | Scuderia Ferrari          | 1:47.0 | +3.0     |
| 10                      | 4  | Élie Bayol              | Gordini T32   | Equipe Gordini            | 1:50.0 | +6.0     |
| 11                      | 2  | Robert Manzon           | Gordini T16   | Equipe Gordini            | 1:50.3 | +6.3     |
| 12                      | 6  | Hernando da Silva Ramos | Gordini T16   | Equipe Gordini            | 1:50.6 | +6.6     |
| 13                      | 8  | Louis Rosier            | Maserati 250F | Ecurie Rosier             | 1:51.6 | +7.6     |
| 14                      | 18 | Horace Gould            | Maserati 250F | Gould's Garage (Bristol)  | 1:51.7 | +7.7     |
| 15                      | 10 | Mike Hawthorn           | BRM P25       | Owen Racing Organisation  | 1:49.3 | +5.3     |
| 16                      | 12 | Tony Brooks             | BRM P25       | Owen Racing Organisation  | 1:50.4 | +6.4     |
| 17                      | 34 | Louis Chiron            | Maserati 250F | Scuderia Centro Sud       | -      | -        |
| Vetture non qualificate |    |                         |               |                           |        |          |
| NQ                      | 36 | Giorgio Scarlatti       | Ferrari 500   | Scuderia Centro Sud       | 2:09.1 | +25.1    |

## Gara
| Pos | N° | Pilota                                 | Auto     | Giri | Tempo/Causa Ritiro | Pos. griglia | Punti |
| --- | -- | -------------------------------------- | -------- | ---- | ------------------ | ------------ | ----- |
| 1   | 28 | Stirling Moss                          | Maserati | 100  | 3:00:32.9          | 2            | 8     |
| 2   | 26 | Peter Collins Juan Manuel Fangio       | Ferrari  | 100  | +6.1 sec           | 9            | 3 4   |
| 3   | 30 | Jean Behra                             | Maserati | 99   | +1 Giro            | 4            | 4     |
| 4   | 20 | Juan Manuel Fangio Eugenio Castellotti | Ferrari  | 99   | +1 Giro            | 1            | 1.5   |
| 5   | 6  | Hernando da Silva Ramos                | Gordini  | 93   | +7 Giri            | 14           | 2     |
| 6   | 4  | Élie Bayol André Pilette               | Gordini  | 88   | +12 Giri           | 11           |       |
| 7   | 32 | Cesare Perdisa                         | Maserati | 86   | +14 Giri           | 7            |       |
| 8   | 18 | Horace Gould                           | Maserati | 85   | +15 Giri           | 16           |       |
| Rit | 2  | Robert Manzon                          | Gordini  | 90   | Incidente          | 12           |       |
| Rit | 8  | Louis Rosier                           | Maserati | 72   | Motore             | 15           |       |
| Rit | 20 | Eugenio Castellotti                    | Ferrari  | 14   | Frizione           | 3            |       |
| Rit | 14 | Maurice Trintignant                    | Vanwall  | 13   | Surriscaldamento   | 6            |       |
| Rit | 16 | Harry Schell                           | Vanwall  | 2    | Incidente          | 5            |       |
| Rit | 24 | Luigi Musso                            | Ferrari  | 2    | Incidente          | 8            |       |
| NP  | 10 | Mike Hawthorn                          | BRM      |      | Problemi motore    |              |       |
| NP  | 12 | Tony Brooks                            | BRM      |      | Problemi motore    |              |       |
| NP  | 34 | Louis Chiron                           | Maserati |      | Rottura motore     |              |       |

## Statistiche

### Piloti
- 2ª vittoria per Stirling Moss
- 20° pole position per Juan Manuel Fangio
- 1° podio per Peter Collins
- Ultimo Gran Premio per Élie Bayol

### Costruttori
- 4° vittoria per la Maserati

### Motori
- 4° vittoria per la Maserati

### Giri al comando
- Stirling Moss (1-100)

## Classifica Mondiale
| Pos | Pilota                  | Punti |
| --- | ----------------------- | ----- |
| 1   | Jean Behra              | 10    |
| 2   | Juan Manuel Fangio      | 9     |
| 3   | Stirling Moss           | 8     |
| 4   | Mike Hawthorn           | 4     |
|     | Luigi Musso             | 4     |
| 6   | Peter Collins           | 3     |
| 7   | Hernando da Silva Ramos | 2     |
|     | Olivier Gendebien       | 2     |
| 9   | Chico Landi             | 1.5   |
|     | Eugenio Castellotti     | 1.5   |
|     | Gerino Gerini           | 1.5   |